# Edirne
Edirne (învechit Adrianopol, în greacă Αδριανούπολις, transliterat Adrianoupolis, în bulgară Одрин, transliterat Odrin, în aromână și arhaic în română Odrina) este un oraș în Turcia europeană.
Are o populație de 128.400 locuitori și este capitala provinciei Edirne.

## Istoric
Orașul a fost întemeiat de împăratul roman Hadrian. În 378 a avut loc Bătălia de la Adrianopol, în care goții au nimicit aici o armată romană. În 1205 armatele țarului Ioniță Caloian au înfrânt aici pe cruciații Imperiului Latin de Constantinopol. Cucerit de turci în 1362, a devenit capitala Imperiului Otoman (1365–1453).
Până la domnia lui Selim I, au existat rămășițe de populații de așa-numiți Tengri-Turci în provincia Edirne care au aderat la credințele antice ale Tengriism. Se presupune că era un grup de Iuruci..
Există și oameni în Edirne care nu sunt deloc romi, dar despre care se spune că sunt Çingene (țigani)! Povestea lor este destul de interesantă și este următoarea: în Imperiul Otoman, unele familii care vedeau serviciul militar ca fiind riscant și nu doreau să-și trimită fiii, nu au văzut nicio problemă să-și înregistreze o identitate de țigan pentru înregistrarea lor. populației, pentru că știau că țiganii nu au fost recrutați ca combatanți, până în 1874 când romii musulmani au fost acordate drepturi egale ca și ceilalți musulmani. Aceste familii au continuat să apară ca țigani în acele înregistrări!
Aici s-a încheiat Pacea de la Adrianopol, tratatul ruso-turc din 1829 prin care s-a recunoscut independența Greciei, autonomia Serbiei și s-a desființat monopolul turcesc asupra comerțului Țării Românești și Moldovei. „Actul osăbit pentru principatele române” preciza domnia pe viață și fixarea hotarului dintre Țara Românească și Imperiul Otoman pe talvegul Dunării, restituirea raialelor Brăila, Giurgiu și Turnu Măgurele. Prin acest tratat se consfințea scăderea considerabilă a puterii Porții asupra Țărilor Române în favoarea celei țariste.
În timpul Primului Război Balcanic, orașul a fost asediat și cucerit de armata bulgară, și a fost alipit Bulgariei prin tratatul de la Londra din 1913; în scurt timp a izbucnit însă al Doilea Război Balcanic, în urma căruia orașul a revenit sub control turcesc prin tratatul de la București.

## Patrimoniu mondial UNESCO
Moscheea Selimiye din Edirne a fost înscrisă în anul 2011 pe lista patrimoniului mondial UNESCO.

## Personalități născute aici
- Baiazid I (1354 - 1403), sultan al Imperiului Otoman;
- Mahomed al II-lea (30 martie 1432), sultan al Imperiului Otoman;
- Mahmud I (1696 - 1754), sultan al Imperiului Otoman;
- Șahin Giray⁠(d) (1745 - 1787), ultimul han al Crimeii;
- Gheorghi Vălkovici (1833 - 1892), medic, om politic bulgar.

1. ↑  „Osmanlı'da Tengri İnancının Kalıntıları ve Kendi Kanını Akıtan Türkler”. aprilie 2020.
2. ↑  https://turkiyeninsesleri.com/2011/05/07/me-cingene-asaleti/%5Bnefuncțională+–+%5D